# Square One Television
Square One Television est une série télévisée éducative américaine en deux cent trente épisodes de 30 minutes diffusés sur PBS entre le 26 janvier 1987 et le 18 octobre 1991. Cette série est classée TV-Y.

## Fiche technique
Sauf indication contraire, les informations mentionnées dans cette section peuvent être confirmées par la base de données cinématographiques IMDb,  présente dans la section « Liens externes ».
- Titre original : Square One Television
- Réalisation : Charles S. Dubin, Dan F. Smith, John Ferraro, William Schreiner, Mike Gargiulo, Karl Epstein, James F. Golway et Jesús Salvador Treviño
- Scénario : Ellen L. Fogle, David D. Connell, Jim Thurman, Michael Windship, Douglas Anderson, C.C. Berg, Bob Brush, David Yazbek, Harry Crossfield, Jack Kenny, John Griesemer et Susan Kim
- Photographie : Ronald M. Vargas Sr. et David Sperling
- Musique : Gerald Fried, John Rodby, Christopher Cerf, Sarah Durkee et Walter Schumann
- Casting :
- Montage : John Tierney, Edward Brennan, Ken Diego, Harvey Stambler, Ted May et Matty Powers
- Décors : Nat Mongioi
- Costumes : Lowell M? Detweiler
- Production : Herb Gardner, Stephanie Hochman, Joel Kosofsky, Jeanne Shanahan, George E. Swink, Janette M. Webb et Howard Meltzer
  - Producteur délégué : David D. Connell et Jeffrey Nelson
  - Producteur senior : Jim Thruman
  - Producteur associé : Rosemary Marlow, Danica Kombol, Scott Satin, Maura McGloin, Jeff Thurman et Susan Markowitz
  - Producteur coordinateur : Yvonne Hill-Ogunkoya
  - Coproducteur : Annina Lavee
- Sociétés de production : Children's Television Workshop
- Société de distribution : Public Broadcasting Service
- Chaîne d'origine : PBS
- Pays d'origine :  États-Unis
- Langue originale : anglais
- Genre : Série éducative
- Durée : 30 minutes

## Distribution

### Acteurs principaux
- Joe Howard : Officier George Frankly
- Larry Cedar
- Cynthia Darlow
- Beverly Mickins
- Arthur Howard
- Cris Franco
- Reg E. Cathey
- Luisa Leschin
- Beverly Leech : Sergent Kate Monday
- Jim Thurman : Glitch
- Toni Di Buono : Sergent Pat Tuesday

### Acteurs secondaires et invités
- Gary Owens : Lieutenant Dirk Niblick
- James Earl Jones : le présentateur
- Yeardley Smith : Jane Rice-Burroughs
- Andre Gower : Eddie Harris
- Maddie Corman : Babs Bengal
- Mark Morales : lui-même
- William Windom : Juge Hoffman
- Harry Blackstone, Sr. : lui-même
- McLean Stevenson : Mike Pliers
- Bobby McFerrin : lui-même
- Wayne Knight : Peter Pickwick
- Tammy Grimes : Lauren Bacchanal
- Julie Bennett : Sybil Divine
- John Sayles : Roy Cobbs
- Betty Buckley : Sally Storm
- Steven Marcus : Miles Reed
- Kevin McCarthy : Norman Mailbag
- James Karen : le procureur
- Billie Hayes : Mme MacGregor
- Wayne Grace : Bailiff
- Geoffrey Lewis : Norman Tedge
- Dick Sargent : Wellworth Watching
- Weird Al Yankovic : Murray la bouche
- Paul Dooley : Casey Bengal
- Leonard Jackson : Colonel Ashby Wiggins
- Debbie Allen : elle-même
- Kenneth Mars : Hans Balpeen
- John Anderson : Roark
- Frederick Koehler : lui-même
- Edward Winter : Clarence Sampson
- Moon Unit Zappa : elle-même
- Tempestt Bledsoe : elle-même
- Shari Belafonte : elle-même
- Dweezil Zappa : lui-même
- Eve McVeagh : Mme Swaggle
- Jason Wingreen : Général Scarlett
- Dick Wilson : Grocer
- Joseph Whipp : Buck Clyde
- Lou Cutell : le responsable du magasin
- Kurtis Blow : lui-même
- Jack Riley : M. Ledbetter
- Ron O'Neal : Sergent Bill Dietrich
- Nedra Volz : Myrna Breckenspan
- Guy Stockwell : Raymond Sticker
- Ronnie Schell : Art Fraud
- Ray Stricklyn : D. John Mutard
- Eric Morris : Chef Wharfinger
- Clyde Kusatsu : Dr Milton Miyasaki
- Savion Glover : lui-même
- Gregory Hines : lui-même
- Joan Rivers : elle-même
- Jayne Meadows : Lady Esther Astor Astute
- Naomi Judd : elle-même
- Chuck McCann : Shérif Mooney Rooney
- Wynonna Judd : elle-même
- Lawrence Taylor : lui-même
- Julius Erving : lui-même
- Marv Albert : lui-même
- Melba Moore : Carol DeVilbis
- Barbara Feldon : la narratrice